# Oliva bulbosa
Oliva bulbosa, tên tiếng Anh: swollen olive, là một loài ốc biển, là động vật thân mềm chân bụng sống ở biển trong họ Olividae, họ ốc gạo hoa.

## Hình ảnh

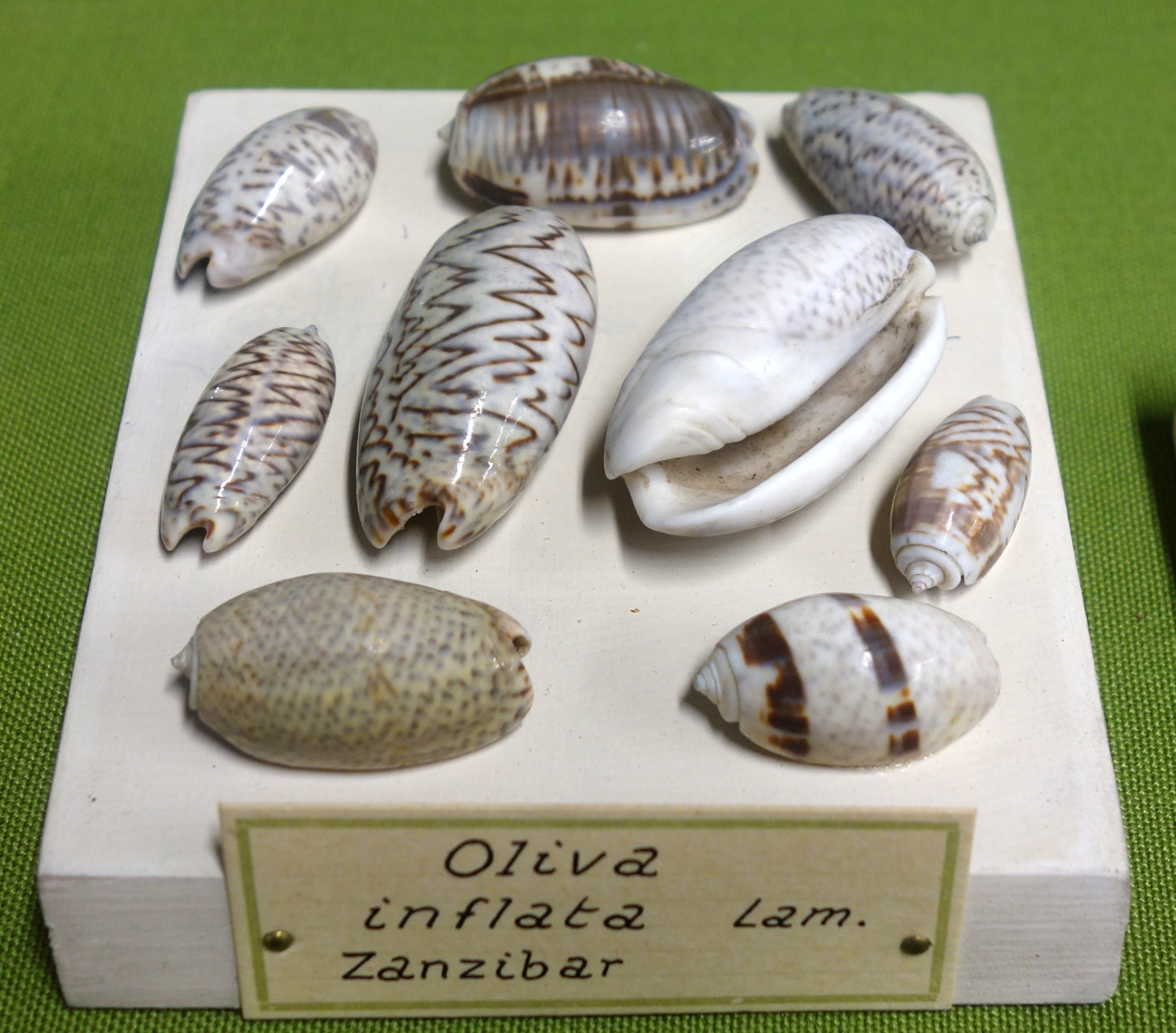
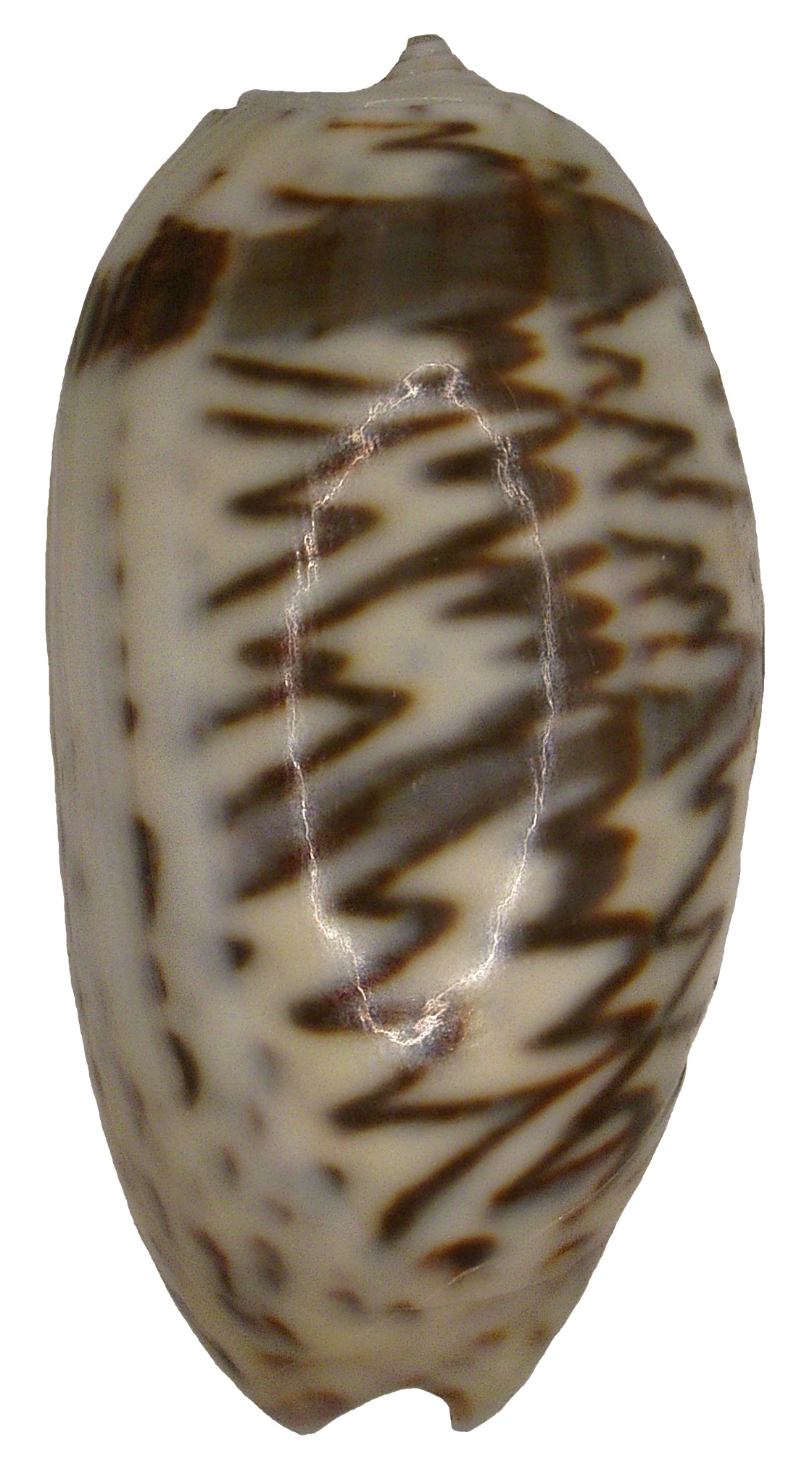

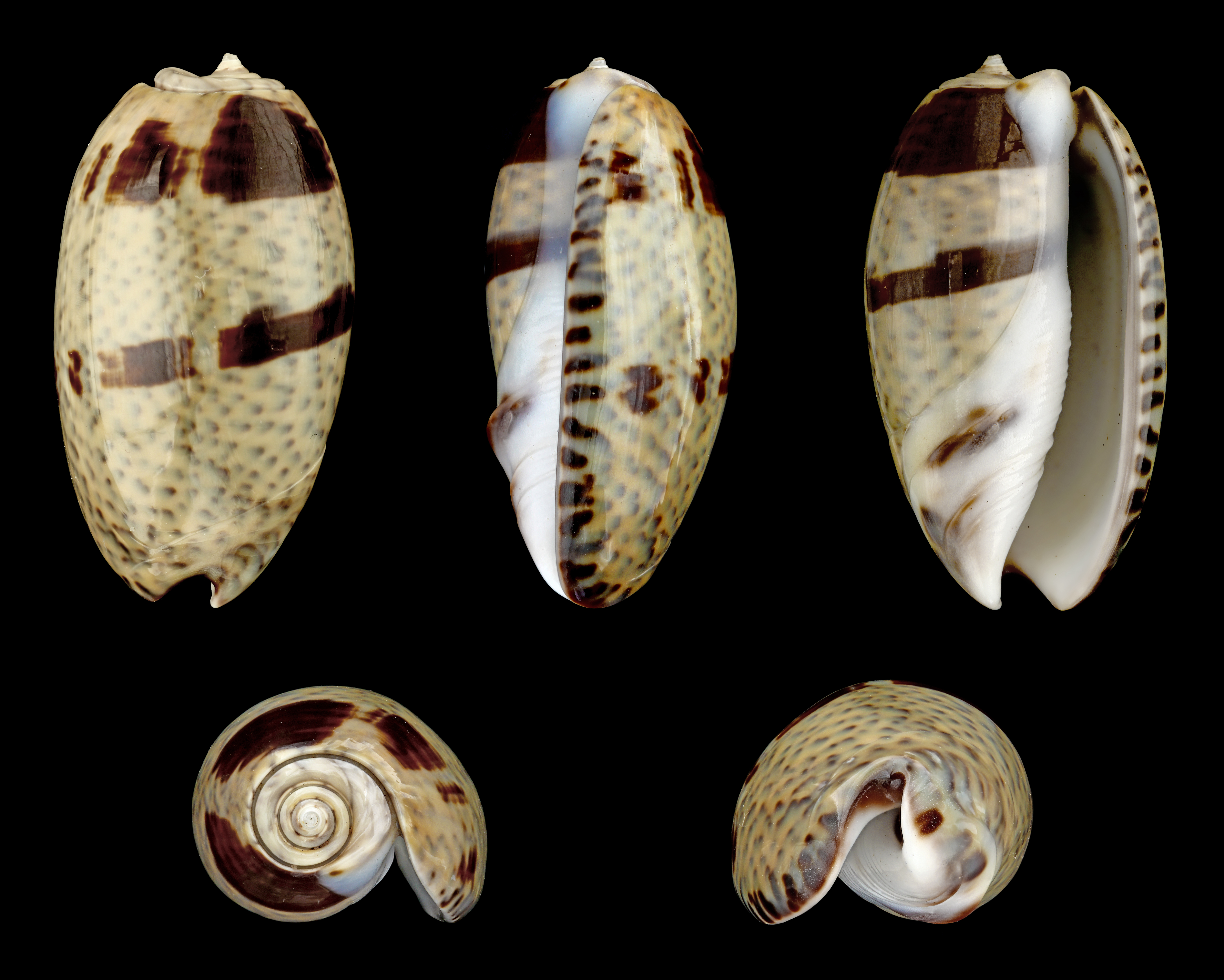
forma bicingulata
forma fabagina